# Key to the City
 Key to the City és una pel·lícula estatunidenca dirigida per George Sidney, estrenada el 1950.

## Argument
En una convenció d'alcaldes a San Francisco, l'exestibador Steve Fisk coneix Clarissa Standish de Nova Anglaterra. Fisk és alcalde de "Puget City" i està orgullós del seu ruïnós poblet. Standish és alcalde de "Winona, Maine,", i està igualment orgullosa de la seva educació i dedicació a la gent que l'ha elegit. Junts, els dos contraris s'atreuen i les seves aventures durant la convenció els portaran a una situació complicada quan tornin a casa.

## Repartiment
- Clark Gable: Steve Fisk
- Loretta Young: Clarissa Standish
- Frank Morgan: Cap dels bombers Duggan
- Marilyn Maxwell: Sheila
- Raymond Burr: Les Taggart
- James Gleason: Sergent Hogan
- Lewis Stone: Jutge Silas Standish
- Raymond Walburn: L'alcalde Billy Butler
- Pamela Britton: Miss Unconscious
- Zamah Cunningham: Sra. Butler
- Clinton Sundberg: El recepcionista de Mark Mont
- Marion Martin: Emmy
- Bert Freed: El marit d'Emmy
- Emory Parnell: President del Consell
- Clara Blandick: Liza, la minyona